# Алі Насір Мухаммед
Алі Насір Мухаммед (араб. علي ناصر محمد الحسني; нар. 1939) — єменський державний і політичний діяч, голова уряду (1971-1985), одночасно двічі голова Президентської ради Народної Демократичної Республіки Ємен.

## Життєпис
Народився у районі вільних племен Датіна (сучасна мухафаза Аб'ян) у селянській родині. Здобув середню освіту, працював учителем, а потім – директором початкової школи.
Був членом Національного визвольного фронту з моменту його створення. У 1969-1977 роках обіймав посаду міністра оборони. Від 2 серпня 1971 до 14 лютого 1985 року очолював уряд Південного Ємену. З серпня 1971 до червня 1978 року був членом Президентської ради, а 26 червня 1978 — її головою зі збереженням посту прем'єр-міністра.
Починаючи з першого з'їзду Єменської соціалістичної партії (ЄСП) (жовтень 1978), був членом Політбюро ЦК. 27 грудня 1978 року на 1-й сесії Верховної народної ради НДРЄ був обраний заступником голови Президії та знову призначений прем'єр-міністром. 20 квітня 1980 року на пленумі ЦК був обраний Генеральним секретарем ЦК ЄСП, 26 квітня того ж року — головою Президії Верховної народної ради. Його попередник Абдул Фаттах Ісмаїл пішов у відставку «за станом здоров'я» та емігрував до СРСР.
Алі Насір Мухаммед намагався нормалізувати стосунки з арабськими сусідами — Північним Єменом, Оманом, Саудівською Аравією й арабськими країнами перської затоки, а також нормалізувати відносини з Заходом.
У внутрішній політиці підтримував розвиток внутрішнього ринку, приватного підприємництва, намагався залучити гроші єменських мігрантів до національної економіки, зміцнюючи племінний та місцевий фактори серед своїх прибічників, що призвело до посилення невдоволення внутрішньопартійної опозиції.
14 лютого 1985 року Алі Насір Мухаммед був звільнений з посту прем'єр-міністра.
13 січня 1986 року Алі Насір Мухаммед і його прибічники вдались в Адені до спроби державного перевороту: лідери опозиції ЄСП Абдул Фаттах Ісмаїл, Алі Ахмад Насір Антар, Алі Шаї Хаді та Саліх Муслех Касім були розстріляні на спеціально скликаному засіданні Політбюро. У всіх провінціях та містах одночасно було скликано засідання партійних бюро всіх рівнів також з метою усунення опозиціонерів. У той же час прибічники Алі Насіра Мухаммеда розв'язали терор проти прибічників Абдули Фаттаха й Алі Антара. Однак найважливіші спеціальні й танкові частини армії НДРЄ встали на бік опозиції. Бойові дії, що почались, за різними джерелами, призвели до загибелі від 4 до 10 тисяч осіб.
Алі Насір Мухаммед і кілька тисяч його прибічників утекли до Північного Ємену. Там він жив до об'єднання Ємену 1990 року (його прибічники воювали на боці північних за часів громадянської війни), потім переїхав до Дамаска, де очолив Центр арабських стратегічних досліджень.